# Хмельницький політехнічний коледж
Хмельницький політехнічний фаховий коледж НУ «Львівська політехніка» — заклад фахової передвищої освіти у Хмельницькому, заснований на базі Хмельницького електромеханічного технікуму.

## Історія закладу
У 1965 році рішенням Подільського раднаргоспу (місто Вінниця) було створено Хмельницький електромеханічний технікум (ХЕМТ), який розташувався в приміщенні колишньої школи № 9 у мікрорайоні Ракове. Значну роль у створенні нового технікуму відіграв директор Хмельницького заводу трансформаторних підстанцій (зараз — заводу «Укрелектроапарат») Микола Євгенович Петраш.
У 1965 році у технікумі було лише два відділення — «Електромашинобудування» та «Обробка металів різанням». Третя спеціальність, «Технік-технолог по експлуатації верстатів з ЧПУ», була відкрита у 1972 році.
У 1973 році технікум переведений в новозбудовані корпуси у мікрорайоні Виставка, де він і розташовується досі.
У 1976 році між технікумом та інженерною школою електротехніки та машинобудування міста Айслебен (Німеччина) було підписано договір про обмін студентськими групами для проходження виробничої практики. Незабаром такий же обмін розпочався із Сілістринським технікумом з механотехніки (Болгарія).
Десять разів коледж нагороджувався призами Міністерства оборони СРСР за якісну підготовку спеціалістів та військово-патріотичне виховання молоді. Крім того, заклад регулярно займав призові місця на виставках технічної творчості Міністерства електротехнічної промисловості СРСР. Коледж нагороджений Червоним прапором Міністерства вищої та середньої спеціальної освіти УРСР та Укрпрофради.
Із 2003 року на базі ХПК працював Навчально-консультаційний центр від НУ «Львівська політехніка». У 2015 році коледж став одним зі структурних підрозділів «Львівської політехніки».

### Директори закладу
- Алтухов Іван Єгорович (1964—1971);
- Григорчук Філімон Андрійович (1971—1974);
- Збрицький Василь Людвігович (1974—1979);
- Клюєв Геннадій Васильович (1979—1984);
- Бодарецький Микола Дмитрович (1984—2014);
- Овчарук Вадим Володимирович (з 2014).

## Структура коледжу
- Відділення «Програмна інженерія»;
- Відділення «Комп'ютерна інженерія».
- Відділення «Автомобільний транспорт»;
- Відділення «Економіка та Менеджмент»;
- Відділення «Інженерна механіка»;
- заочне відділення.

## Навчання та позанавчальна діяльність

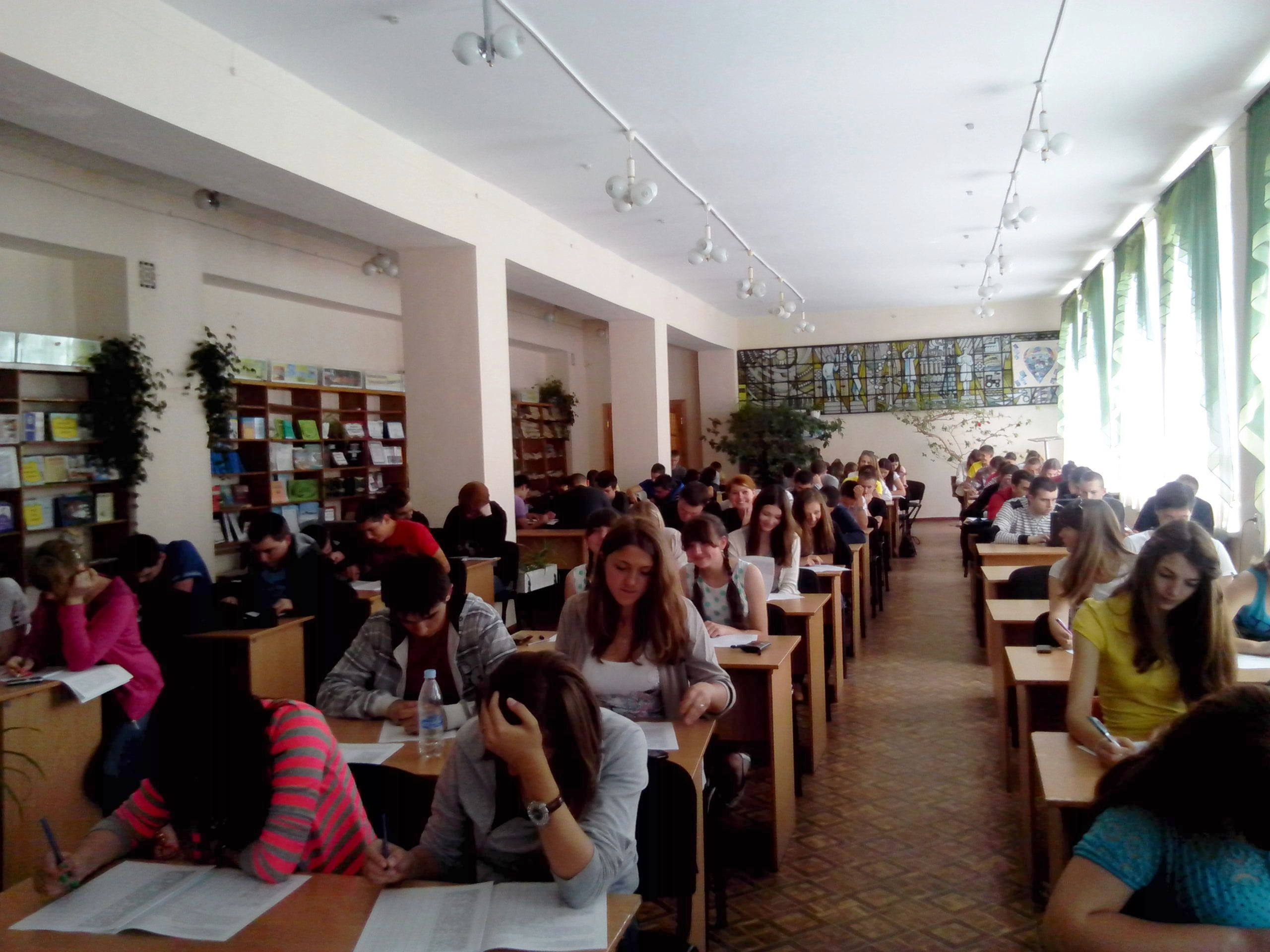
Студенти у читальному залі

У коледжі відбувається підготовка фахівців із семи спеціальностей:
- економіка;
- інженерія програмного забезпечення;
- комп'ютерна інженерія;
- автомобільний транспорт;
- менеджмент;
- галузеве машинобудування;
- прикладна механіка.

Крім того, одночасно з основною спеціальністю студенти мають змогу отримати посвідчення оператора ПК, водія категорії В, бухгалтера малого підприємства. Функціонує бібліотека. Набуття практичних навичок відбувається у спеціалізованих навчальних лабораторіях, а також на підприємствах міста та області.
У 2011 році студент ХПК Андрій Корницький став переможцем Всеукраїнської олімпіади з інформатики та комп'ютерної техніки, і, як наслідок, 16-18 квітня 2012 року на базі коледжу було проведено фінальний етап Всеукраїнської олімпіади з інформатики та комп'ютерної техніки 2012 року.
У ХПК діє студентське самоврядування, студентський профком та рада гуртожитку. Регулярно відбуваються святкові заходи, конкурси та культпоходи.

## Видатні випускники ХПК
- Бондарчук Михайло Геронович — генерал-майор СБУ
- Василишин Сергій Панасович — доктор технічних наук, колишній генеральний директор ВО «Пригма Прес»
- Вікарчук Віктор Євгенович — політик, колишній голова Красилівської районної держадміністрації
- Коцемир Віктор Францович — голова Вінницької облдержадміністрації (2002—2004), голова Хмельницької облдержадміністрації (2004—2005). Заслужений працівник сільського господарства України.
- Коліщак Віктор Михайлович — політик, колишній голова Хмельницької районної держадміністрації
- Параска Георгій Борисович — доктор технічних наук, проректор Хмельницького національного університету
- Приступа Микола Іванович — мер міста Хмельницького (2002—2006)
- Чайковський Михайло Євгенович — ректор Хмельницького інституту соціальних технологій ВМУРОЛ «Україна»